# Manimou Camara
 (décembre 2023).
Pour les articles homonymes, voir Camara.
Manimou Camara né en juillet 1978 à Matam en république de Guinée, est un maître batteur et danseur guinéen,.

## Parcours de musicien
Manimou est spécialisé de plusieurs instruments de percussion, à savoir le tambour à main dynamique appelé djembé, les trois grosses caisses appelées dunun, sangban et kenkeni ainsi que le kringni. Il est le fondateur de Dounia Djembe, une compagnie de percussions et de danse basée à Seattle au États-Unis,.
Manimou Camara a commencé à étudier la musique et la danse de sa Guinée natale, en Afrique de l'Ouest, à l'âge de douze ans. Il a fait ses études primaires avec Sekou Dico Sylla (maintenant résident de Vancouver, en Colombie-Britannique), Karamoko Daman (Karamo Dama) et le Ballet Saamato, reconnu à l'échelle nationale. Il a joué le rôle principal du Dunun pour le Ballet Merveille de renommée mondiale de Mohamed Kemoko Sano et a dirigé des camps de rythme et de danse pour des personnes d'Europe, du Japon et des États-Unis.
Manimou réside maintenant dans la région métropolitaine de Seattle où il travaille en étroite collaboration avec le célèbre artiste ghanéen Awal Alhassan (tw)[réf. souhaitée].